# Silencio (club)
Le Silencio est un lieu événementiel du 2e arrondissement de Paris (dans les sous-sol de l'ancien Social Club), se présentant sous la forme d'un club privé comprenant un bar, un restaurant et une salle de spectacle et de cinéma, créé et imaginé par le réalisateur David Lynch. Il est situé au no 142 de la rue Montmartre.

## Historique

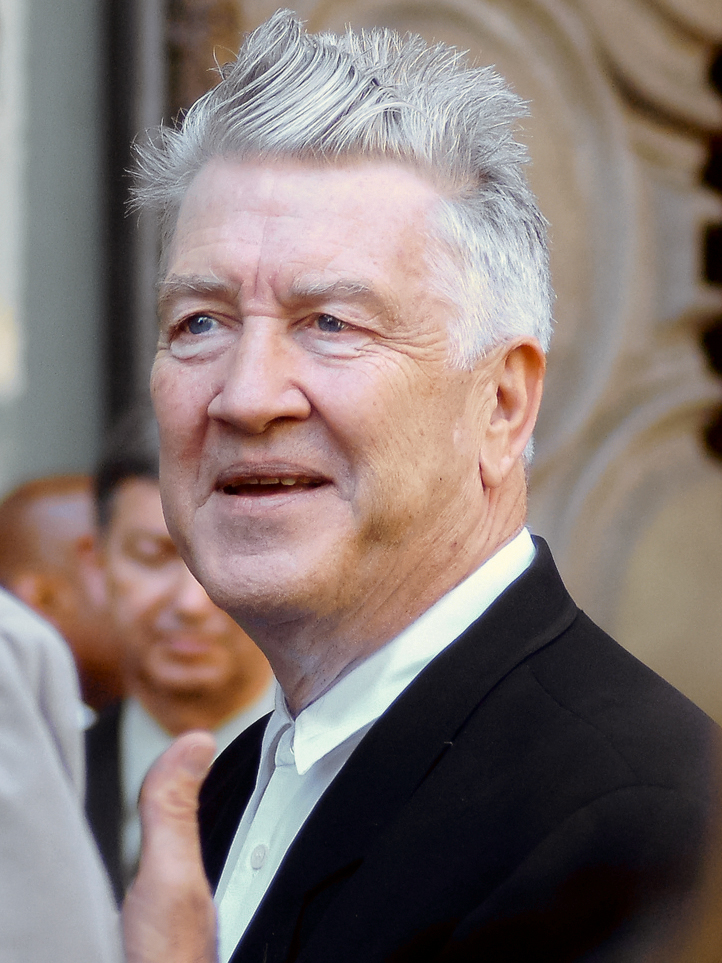
David Lynch en 2011.

Les no 142 et 144 de la rue Montmartre hébergèrent le siège et l'imprimerie du journal L'Aurore, de tendance républicaine socialiste entre 1897 et 1913. C'est dans l'immeuble du no 142 que l'article d'Émile Zola, J'accuse…!, relatif à la célèbre affaire Dreyfus, fut imprimé en janvier 1898. Le no 142, seul, abrita ensuite le siège du journal L'Humanité et son imprimerie entre 1913 et 1931,.
Le no 142 de la rue Montmartre (qui forme l'angle de cette rue avec la rue du Croissant) fut successivement connu comme étant l'adresse de nombreux bars et clubs branchés, dont Le Tryptique puis le Social Club, qui ferme ses portes en 2016.
En 2011, le club privé Silencio, conçu par le réalisateur David Lynch, ouvre ses portes dans les sous-sols des anciennes imprimeries du quotidien L'Aurore.
À l'occasion du décès du réalisateur, son club est évoqué dans un article du 19 janvier 2025 sur huffingtonpost, indiquant les origines de son nom et l'attachement de David Lynch à Paris.

## Description
Le Silencio se présente comme une référence au cabaret du film Mulholland Drive écrit et réalisé par David Lynch et sorti en 2001. Il présente une scène qui évoque celle d’un ancien cinéma (des films peuvent y être projetés en avant-première), encadrée, avec des rideaux qui coulissent. Une piste de danse est installée au pied de celle-ci. D'une superficie de 700 m2, les salles sont toutes tapissées à la feuille d’or et équipées d'un mobilier rétrofuturiste. Le lieu est réservé aux membres mais cependant ouvert au public, passé minuit.

## Accès
Situé à proximité des Grands Boulevards parisiens, non loin de l'Opéra Garnier dans le 2e arrondissement, le site est desservi par la station de métro Grands Boulevards des lignes 8 et 9 du métro de Paris.